# Buzz! Junior: RoboJam
Buzz! Junior: RoboJam ist ein Party-Videospiel und das zweite Spiel der Buzz!-Junior-Reihe. Es wurde von Magenta Software und FreeStyleGames entwickelt und ist von Sony Computer Entertainment für die PlayStation 2 veröffentlicht worden. Das Spiel erschien 2007 in Europa und 2008 in Nordamerika. Ein Port für die PlayStation 3 wurde von Cohort Studios entwickelt und erschien 2009. Es besteht aus 25 Minispielen, die im Einzel- und Mehrspieler-Modus gespielt werden können.

## Spielprinzip
Buzz! Junior: RoboJam ist ein Partyspiel, das aus 25 Minispielen besteht und mit dem Buzz!-Controller gespielt wird. Das Spiel besteht aus drei Spielmodi: „Play Game“, „Custom Game“ und einem Trainingsmodus. Alle Modi sind mit bis zu vier Spielern spielbar, fehlende Spieler werden durch Computergegner ersetzt. Die Spielfiguren sind verschiedenfarbige Roboter. In Play Game und Custom Game nehmen vier Roboter an einem Wettbewerb teil, um die meisten Punkte zu sammeln. Die Spieler legen vor Beginn des Wettbewerbs die Anzahl der Minispiele fest. In Play Game werden die zu spielenden Minispiele zufällig ausgewählt, in Custom Game wählen die Spieler sie selbst aus.
Die Minispiele werden mit dem Buzz!-Controller gespielt, der aus einem großen Buzzer und vier weiteren bunten Knöpfen besteht. Beispielsweise sind im Minispiel „Odd Bot Out“  mehrere bunte Roboter zu sehen, von denen sich einer unterscheidet. Mittels des passenden bunten Knopfs am Buzzer wählt der Spieler die Farbe des sich unterscheidenden Roboters aus. Die 25 Minispiele sind:

### Geschicklichkeit
- Augen-Basketball
- Bremstest
- Galaxie-Chaos
- Gemeines Laufband
- Laser springen
- Muttertag
- Nitro-Rennen
- Oktopus-Tanz
- Plattform-Chaos
- Raumschiff-Duell
- Roboter-Weitwurf
- Teleportations-Roboter

### Geschwindigkeit
- Findet das Paar
- Kissenschlacht
- Kosmo-Fußball
- Mülltonnen-Abschuss
- Ungezieferbekämpfung
- Verrückte Hämmer
- Wer passt nicht?

### Glück
- Der gemeine Koch
- Düsen-Rucksack

### Glück & Taktik
- Kolbengefahr

### Treffsicherheit
- Asteroiden-Feuerwerk
- Hechtsprung
- Raketenroboter

## Entwicklung und Veröffentlichung
Buzz! Junior: RoboJam wurde von Magenta Software und FreeStyleGames entwickelt und von Sony Computer Entertainment herausgegeben. Das Spiel erschien in Europa im Mai 2007 in Europa und im Nordamerika am 11. März 2008. Ein Port für die PlayStation 3 wurde von Cohort Studios entwickelt. Er ist in Europa am 14. Mai 2009 erschienen.

## Rezeption
Buzz! Junior: RoboJam erhielt hauptsächlich durchschnittliche Bewertungen. Der Review-Aggregator Metacritic ermittelte – basierend auf zehn Rezensionen – einen Metascore von 62 aus 100 möglichen Punkten.

### Auszeichnungen
Im Jahr 2007 wurde Buzz! Junior: RoboJam von der Zeitschrift Eltern family mit dem „Kinderpreis Giga-Maus“ ausgezeichnet. Dieser Preis ist ein Sonderpreis, der von einer Kinderjury vergeben wurde.